# 二二八事件中的軍事部署
二二八事件中的軍事部署是指在1947年2月27日至5月16日發生於臺灣的二二八事件中，臺灣省行政長官陳儀等人針對群眾大規模示威，展開的軍事部署等手段，定在最終使國民政府調派軍隊鎮壓。1947年2月27日，因臺灣省專賣局查緝員在臺北市查緝私煙時不當使用公權力造成民眾死傷，引起次日（28日）的陳情抗議傷亡。更擴及後續臺灣民眾大規模反抗政府與攻佔官署，本省人對外省人報復攻擊，中華民國國民政府派遣國軍逮捕與鎮壓殺害臺灣民眾。此事件，造成大量民眾傷亡。
1947年2月27日，專賣局查緝員在臺北市天馬茶房前查緝私菸，因不當使用公權力造成民眾一死一傷，成為事件導火線。隔天民眾前往行政長官公署前廣場示威請願，但遭公署衛兵開槍掃射，使原先的請願運動轉變成為反抗政府行動，臺灣在各地發生軍民衝突後，至3月6日已蔓延到除了澎湖外的全台灣，外省人受波及，遭臺籍民眾攻擊傷亡。事件期間的各地組織民兵進行武裝抗爭，並以臺中一帶謝雪紅等人領導的二七部隊較具規模，雖然地方仕紳組成二二八事件處理委員會與臺灣省行政長官陳儀協商談判後，各地衝突稍緩，但陳儀仍於3月2日請求時任中國國民黨總裁兼國民政府主席蔣中正自中國大陸調派軍隊增援，蔣中正雖訓令陳儀及軍隊不得報復，且派時任國防部長白崇禧宣導「禁止軍警濫殺無辜」（他甫來台灣就制止軍隊和警察濫捕、濫殺無辜，強調在押人犯必須依法經過公開審判，且除了「煽動暴動之共產黨外」外都不究責）。但下層並未遵照指示，導致傷亡慘重，並讓臺人對中國感到失望，更成為後來臺獨運動興起的重要原因。3月8日起，增援軍隊陸續抵達臺灣，在各地展開武力鎮壓，隨後實施清鄉。

## 請求調派部隊
事件發生當時，臺灣約部署5,000名兵力及中央警官學校1,000多名師生。警備總司令部參謀長柯遠芬曾緊急調派高雄縣鳳山、基隆與花蓮軍隊進駐，但北上部隊在新竹遭遇阻攔:87-92:202-207:120-131、148-165:289-295。其中陳儀和柯遠芬認為處理委員會別有用心:145-158，除了派遣軍情人員分化組織外:92-95:197-202、221-231:166-185，並通令各機關謹慎處置:54-61、319-323。3月2日，陳儀公佈四點處理辦法，承諾將寬大處理:248-251:133-147，但也電請國民政府調派第21師與憲兵營:202-207:134-143、158-163:24-26:438-458。3月3日，警備總司令部印發《告全體市民書》，同意處理委員會提出的禁止調派增援部隊等建議，然而士兵回營後改換憲兵制服出勤，王添灯批評陳儀沒有誠意，無法避免軍民衝突，並呼籲民眾當心:148-165。隔天，得知陳儀向國民政府求援後，政府代表便不再出席處理委員會:166-185。
而隨著發生接收地方政府與武器情況，中部與雲嘉南地區更組建武裝部隊，處理委員會也提出政治改革要求，局勢超過陳儀的預期範圍:54-61:438-458:337-346。陳儀持續指稱發生叛亂:207-213，要求國民政府主席蔣中正派兵鎮壓:54-61:23-24:438-458。之後他一方面繼續與處理委員會協商:23-24，代表行政長官公署接受所有要求:54-61:24-26，宣布將改組省政府和舉辦縣市長民選:96-103:202-207:134-143。另一方面則以特務製造鎮壓、搜捕民眾的「叛亂」藉口:92-95:207-213、308-319:145-158:357-366，而警備總司令部也展開軍事整備與人員佈署:54-61。行政長官公署秘密劃定臺北和基隆為戒嚴區，新竹和臺中為防衛區。3月6日，陳儀向蔣中正表示軍隊兵力不足，要求調派2個師的兵力增援:149-154、202-207:134-143:24-26:438-458，並提到部隊駐臺後再派遣官員探視:124-132。
3月6日，臺灣省全體參政員緊急上電國民政府蔣中正主席，重申光復以來長官公署嚴重失政，積成民怨以至爆發二二八事件，要求根本改革臺灣政治，籲請速派大員來臺協同處理，「勿用武力彈壓，以免事態擴大」。:153-154:205
蔣渭川多次進出長官公署與陳儀會談商討解決方法，因得知陳儀已向中央請兵來台鎮壓，遂緊急以「臺灣省政治建設協會」名義發出電文，期望獲得蔣中正信任，特地委託台北美國領事館轉南京美國大使館，轉致蔣中正電文：「懇請蔣主席萬勿派兵來臺以免再激民心」（美國駐中華民國大使司徒雷登於3月7日將此電文親手交給蔣中正），但蔣中正電告陳儀，說「又接台灣政治建設促進會由外國領館轉余一電，其間有談勿派兵來台，否則情勢必更嚴重云，『余置之不理』，此必反動分子在外國領館製造恐怖所演成」（《大溪檔案》之「蔣主席致陳儀三月虞電」）:154:206。
軍統局、中統局等駐臺單位報告後:323-329:158-163，蔣中正選擇接受陳儀和情治單位的建議:26-30，將事件視為暴民組織的叛亂:149-154，並派遣整編第21師、憲兵第4團與附屬部隊前往臺灣:154-161:438-458（直到3月13日，蔣中正才發電文給陳儀要求軍政人員不得報復。3月14日，南京《建設日報》頭版標題有〈借用援軍武力報復〉、〈陳儀軍臨台灣）、〈施行恐怖政策大肆屠殺無辜〉:176）。第21師部隊於3月6日中午自上海出發:467-472，憲兵第4團則從福州市前往臺灣:96-103:206。3月7日，第21師師長劉雨卿從南京市飛抵台灣會面陳儀，並告知蔣中正的意向:145-158:438-458。

## 與處委會的談判

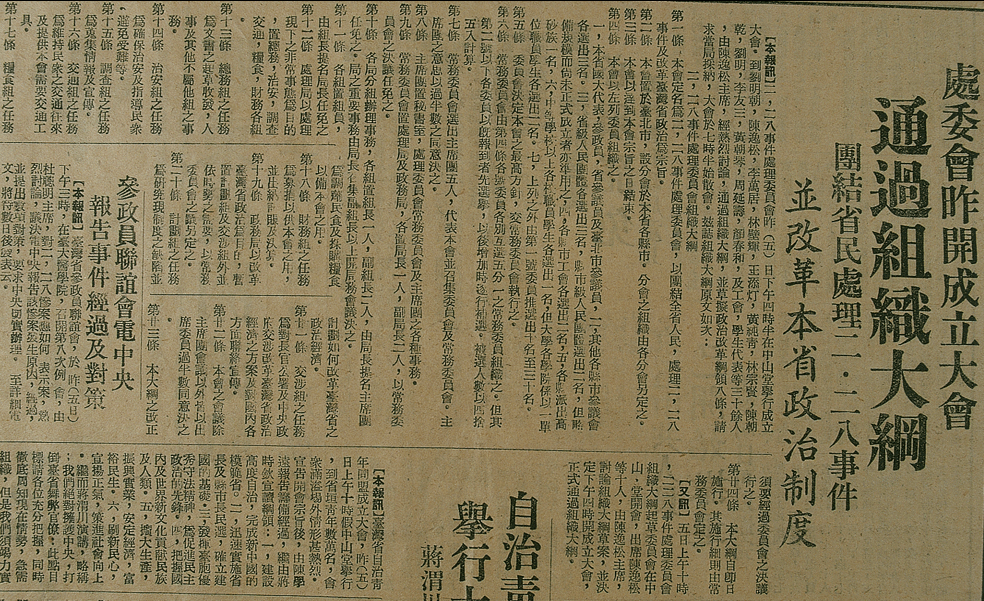
3月5日，二二八事件處理委員會並通過組織大綱，並於隔天選出常務委員會。

在與行政長官公署的談判中，處理委員會成員蔣渭川、王添灯、廖進平等人認為不該只處理衝突，而希望展開全面政治改革:307-313:327-337、366-373。3月4日的議案中，除了商討非法事件、治安維持等項目外:313-317，亦有政治改革內容:54-61:126-134:166-185。之後處理委員會推派蔣渭川、陳炘、林梧村、學生代表40多人，前往行政長官公署提出三點意見:126-134:166-185:313-317。3月5日，處理委員會通過組織大綱，確定以改革臺灣省政治為綱領:54-61:126-134:23-24:327-337，並決議前往南京市陳情:166-185。除了治安、撫卹議題外，處理委員會還提出8項政治改革方案:54-61:327-337。同日，主張體制內改革的蔣渭川成立台灣省自治青年同盟:186-201:324-327，之後更質疑陳儀暗中調派軍隊，而陳儀回應不會使用武力鎮壓:202-207:134-143。
3月6日，處理委員會開會選出常務委員會，共有林獻堂、王添灯、陳逸松、黃朝琴、李萬居、連震東、林連宗、黃國書等17人:54-61、207-213:126-134:202-222:327-337；同時發表《告全國同胞書》，表示將朝政治改革訴求發展:207-213:126-134:202-222:23-24。由於擔心軍隊調派的消息曝光，陳儀透過廣播表示願意接受處理委員會的改革方案:126-134:202-222:337-346。3月7日，因先前政治改革方案過於籠統，王添灯向處理委員會提出《三十二條處理大綱》:54-61、308-319:23-24:357-366，要求改革政治制度、各縣市首長選舉、臺灣人出任警察、臺籍官員超過一半等:96-103:145-158:327-337。處理委員會開會期間，警備總部結合軍統局出動特務份子混入台北市中山堂處理委員會現場展開情蒐與分化工作，並進行大聲鼓譟與擾亂會場，特務份子並於處委會處理大綱中添加軍統所擬的各種脫軌的要求，做為後來被認定為反叛中央的條件，以為鎮壓的證據:140-141、146:207-213、221-231、308-319，於混亂情況下另外再被特務份子加入不合宜的要求，製造國軍鎮壓的藉口:96-103:223-232:140-141、146:23-24:327-337、357-366。
同日下午，處理委員會代表黃朝琴、王添灯、吳國信等人將處理大綱面交陳儀:202-207，但遭得知援軍將抵達的陳儀拒絕:54-61:145-158:223-232:23-24:357-366，後者並指控處理委員會公然叛亂:96-103。會面結束後，王添灯在晚上6時透過臺灣廣播電臺說明事件原因和經過:161-169，並宣讀《三十二條處理大綱》內文與遭陳儀拒絕的詳情:223-232:366-373，表示處理委員會協調和建言任務結束:96-103:54-61:145-158。同時陳儀知悉國軍增援部隊即將到達，開始擬定詳盡的武力掃蕩計畫，下令部隊集合待命:234-238、維持交通與發電廠:202-207:467-472、監視處理委員會行動等:66-68:233-239:493-503。到了隔天，黃朝琴、劉啟光等處理委員會成員向行政長官公署與警備總司令部表態撤回處理大綱:233-239:438-458，政治建設協會亦發表《告同胞書》表示反對:366-373。